# Katahdin
Katahdin eller Mount Katahdin er det højeste bjerg i staten Maine i USA. Med sine 1.606 meter er bjerget også det højeste i den nordlige del af Appalacherne.
Katahdin ligger i Baxter State Park i Piscataquis County i det nordlige Maine, c. 40 km nord for byen Millinocket. Bjerget ligger mellem to grene af Penobscot River, East Branch og West Branch. Bjerget ligger forholdsvis alene uden andre højre bjerge i nærheden og med lavland på alle sider. Det næsthøjeste bjerg i Maine ligger mere end 150 km længere mod syd. Katahdin syner derfor højere end det i virkeligheden er. Bjergets skulderhøjde (højden i forhold til omgivelserne) er således 1.308 meter.
Bjerget er, som de øvrige bjerge i de nordlige Appalacher, omkring 400 millioner år gammelt, og består primært af granit samt lava. Katahdin er det eneste bjerg, øst for Mississippi-floden, der eroderet af gletsjere og det regnes som et af de bedste steder i det østlige USA for studiet af gletsjernes påvirkninger.
Bjerget er navngivet af abenakistammen af oprindelige amerikanere. Bjergets navn betyder oversat fra abenaki, "Det mest storslåede bjerg", og lokale i Maine fastholder derfor, at navnet er Katahdin, ikke Mount Katahdin, som det ses på visse kort, da et navn som "Det storslåede Bjerg, bjerg" er meningsløs. Den første hvide, som så bjerget var formodentlig John Giles, som boede hos abanakistammen i slutningen af 1600-tallet. Han giver i hvert fald den første kendte omtale af det.
Den første registrerede bestigning af bjerget blev udført i 1804 af Charles Turner. Siden er bjerget besteget adskillige gange, og det er muligt at "vandre" til toppen uden egentlig bjergbestigningsudstyr. Ruten er imidlertid forholdsvis farlig, og på trods af bjergets forholdsvis lave højde, er der i de sidste 40 år dræbt mere end 20 bjergbestigere og vandrere i forsøg på at nå toppen. De fleste på grund af pludseligt opstået dårligt vejr og en del ved fald fra smalle klippekanter.
Bjerget er det nordlige mål/udgangspunkt for USA's længste vandresti, Appalachian Trail, der slutter/begynder 3.500 km længere mod syd, ved Springer Mountain i Georgia. Siden stiens åbning i 1930'erne har omkring 10.000 vandret hel vejen ("thru-hikers") og mange flere dele af den. Langt de fleste starter i Georgia om foråret og sluttet så på Katahdin 5-7 måneder senere. Rekorden er den dog på kun 47 dage og 13 timer, og den blev sat på en vandring fra Maine til Georgia i 2005.Når ikke mange går fra nord til syd, skyldes det at vejret omkring Katahdin ikke er "vandringsvenligt" før i slutningen af maj eller begyndelses af juni i den nordlige ende af sporet.
45°54′16″N 68°55′17″V / 45.904356°N 68.921275°V